# Tena (Ecuador)
San Juan de los dos ríos de Tena, o semplicemente Tena, è una città dell'Ecuador, capitale della provincia del Napo. È situata nella zona sud della provincia, nella valle del fiume Misahuallí, nella regione amazzonica ecuadoriana ad un'altitudine di circa 600 m s.l.m.. Ha una temperatura media di 25 °C e il clima è caldo umido, con un'umidità relativa che va dal 90 al 100%. La popolazione è di circa 34 000 abitanti.
Tena è un importante centro commerciale e turistico della regione orientale dell'Ecuador, punto di partenza per le escursioni nella foresta pluviale amazzonica. L'entrata della città è dominata dalla statua dell'eroe indigeno Jumandy, che nel 1578 guidò una rivolta contro gli spagnoli e venne in seguito giustiziato.

## Storia
Gli storici spagnoli narrano che nella provincia del Napo abitavano due popoli, gli Omaguas e i Quijos, questi ultimi in particolare avevano già all'epoca della colonizzazione spagnola frequenti contatti commerciali con i popoli indigeni della Sierra e con gli Incas. Gonzalo Díaz de Pineda fu il primo a esplorare quelle regioni sconosciute dell'Amazzonia, spinto dal mito dell'El Dorado e dell'oro che sarebbe stato presente in gran quantità nel territorio amazzonico. Anche il sovrano inca Atahualpa, imprigionato dallo stesso Pineda e da Pizarro, menzionò l'esistenza di enormi quantità d'oro in Amazzonia, nella provincia de los Quijos, a est di Quito. Dopo la spedizione di Francisco de Orellana del 1541, che portò alla scoperta del Rio delle Amazzoni, sorsero diverse cittadine nel territorio dell'attuale provincia del Napo, tra cui Baeza, nel 1959, e Archidona, nel 1560. La fondazione di Tena è stata oggetto di discussioni e polemiche, in quanto la versione che vorrebbe come fondatore di Tena, nel 1560, Gil Ramírez Dávalos, non è sostenuta da fonti storiche affidabili. 

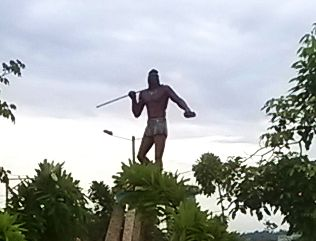
Statua dell'eroe indigeno Jumandy, a Tena

Nel 1563 gli spagnoli iniziarono una nuova campagna di colonizzazione nella terra dei Quijos, chiedendo prima il permesso al loro capo Jumandy per avanzare verso sud. Tuttavia gli spagnoli, dopo aver fondato Alcalá del Río Dorado, iniziarono a maltrattare e schiavizzare i Quijos, popolo ribelle che non accettava di buon grado gli abusi e l'eccesso di lavoro a cui erano sottoposti dagli spagnoli. Anni dopo, nel 1578, lo scontento degli indigeni portò alla ribellione di Jumandy e del suo popolo, che preferirono morire o andarsene da quei luoghi piuttosto che venire sottomessi dagli spagnoli. La ribellione portò gli indigeni a distruggere Ávila e poi Archidona, costringendo gli spagnoli a ritirarsi verso nord e difendersi a Baeza, per evitare che Jumandy, alleatosi con gli indigeni della Sierra, arrivasse a Quito. Il tradimento di alcuni indigeni serrani a Baeza condusse gli spagnoli alla vittoria, e Jumandy ed altri indigeni furono catturati, impiccati e squartati pubblicamente in Piazza San Blas a Quito.
Le conseguenze della ribellione fallita furono nefaste: gli spagnoli aumentarono il loro abuso e lo sfruttamento verso i Quijos. Nel 1580 arrivarono anche i primi sacerdoti, appartenenti ai domenicani. Ma nessun governatore e nessun prete fu in grado di calmare l'ansia di libertà dei Quijos, che tentarono un'altra rivolta nel 1590 a Sumaco, guidati da un figlio di Jumandy. Tuttavia prima di mettere in pratica la nuova rivolta furono scoperti dagli spagnoli che aumentarono ulteriormente gli abusi verso di essi. I Quijos si resero conto che la violenza non era un metodo valido di sopravvivenza e preferirono abbandonare la loro terra. Da allora cessò di esistere la nazione dei Quijos, e quelli rimasti furono chiamati in seguito Yumbos o Alamas.

### Nome
Esistono due versioni più citate sull'origine del nome "Tena": la prima ipotesi è che il nome derivi da un colono spagnolo di Archidona di nome Tena o originario della "Valle del Tena" in Spagna, mentre nella seconda ipotesi il nome deriverebbe dalla Tena colombiana, fondata nel 1548 sempre dagli spagnoli. Tuttavia nelle mappe Tena comincerà ad apparire solo nel 1740, in un punto dove confluiscono due fiumi.

## Geografia fisica

### Territorio

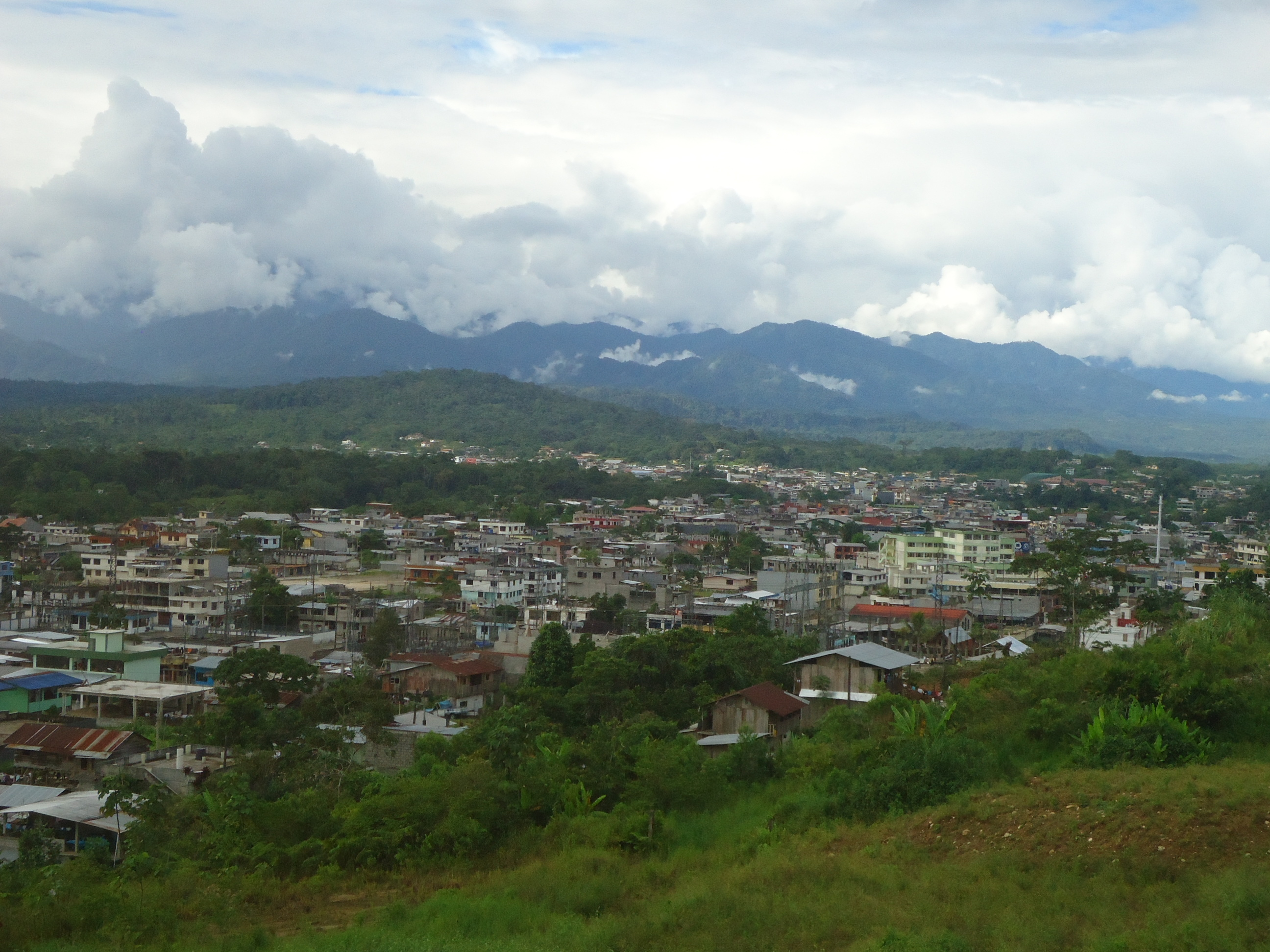
Vista panoramica di Tena

Situata a est delle Ande, Tena è circondata da colline boscose ed è attraversata da due fiumi, il Rio Tena e il Rio Pano, che sfocia proprio nel Tena nel centro della città. Il Tena a sua volta, poco più a valle, sfocia nel Rio Misahuallí, che nel piccolo centro di Misahuallí sfocia nel Rio Napo, affluente del Rio delle Amazzoni.
Dal parco, chiamato Parque Central, di Tena si possono vedere i vulcani più attivi dell'Equatore: Sumaco (3900 m), Reventador e Sangay. Situata alla confluenza dei fiumi Tena e Pano, la città beneficia di grandi spiagge molto gradevoli come quelle di Rancho Alegre, Cocha del Cementerio, o Dos Ríos. Tena propone ugualmente un giardino botanico nel centro della città chiamato "Amazonian Park", luogo ideale per gli ecologisti. Le escursioni in partenza per la giungla profonda iniziano sovente di qui.

### Clima
Il clima caldo umido della foresta pluviale a Tena è mitigato dall'altitudine e dalla relativa vicinanza alla cordigliera andina, rispetto alla più afosa temperatura solitamente presente nelle parti più interne della giungla amazzonica. Le temperature oscillano dai 19 ai 29 °C durante la giornata, con medie attorno ai 23-24 °C. Le precipitazioni sono presenti durante tutto l'arco dell'anno, con una frequenza maggiore nei mesi che vanno da aprile a luglio, mentre l'umidità relativa è attorno al 90%.
| Clima di Tena          |      |      |      |      |      |     |      |      |      |      |      |      |      |
|                        | Gen  | Feb  | Mar  | Apr  | Mag  | Giu | Lug  | Ago  | Set  | Ott  | Nov  | Dic  | Anno |
| Temperatura media (°C) | 23,5 | 23,5 | 23,4 | 23,3 | 23,2 | 22  | 22,8 | 23,1 | 23,6 | 23,6 | 23,6 | 23,7 | 23,3 |
| Precipitazione (mm)    | 323  | 293  | 389  | 500  | 477  | 531 | 498  | 339  | 379  | 435  | 377  | 335  | 4876 |

## Monumenti e luoghi d'interesse

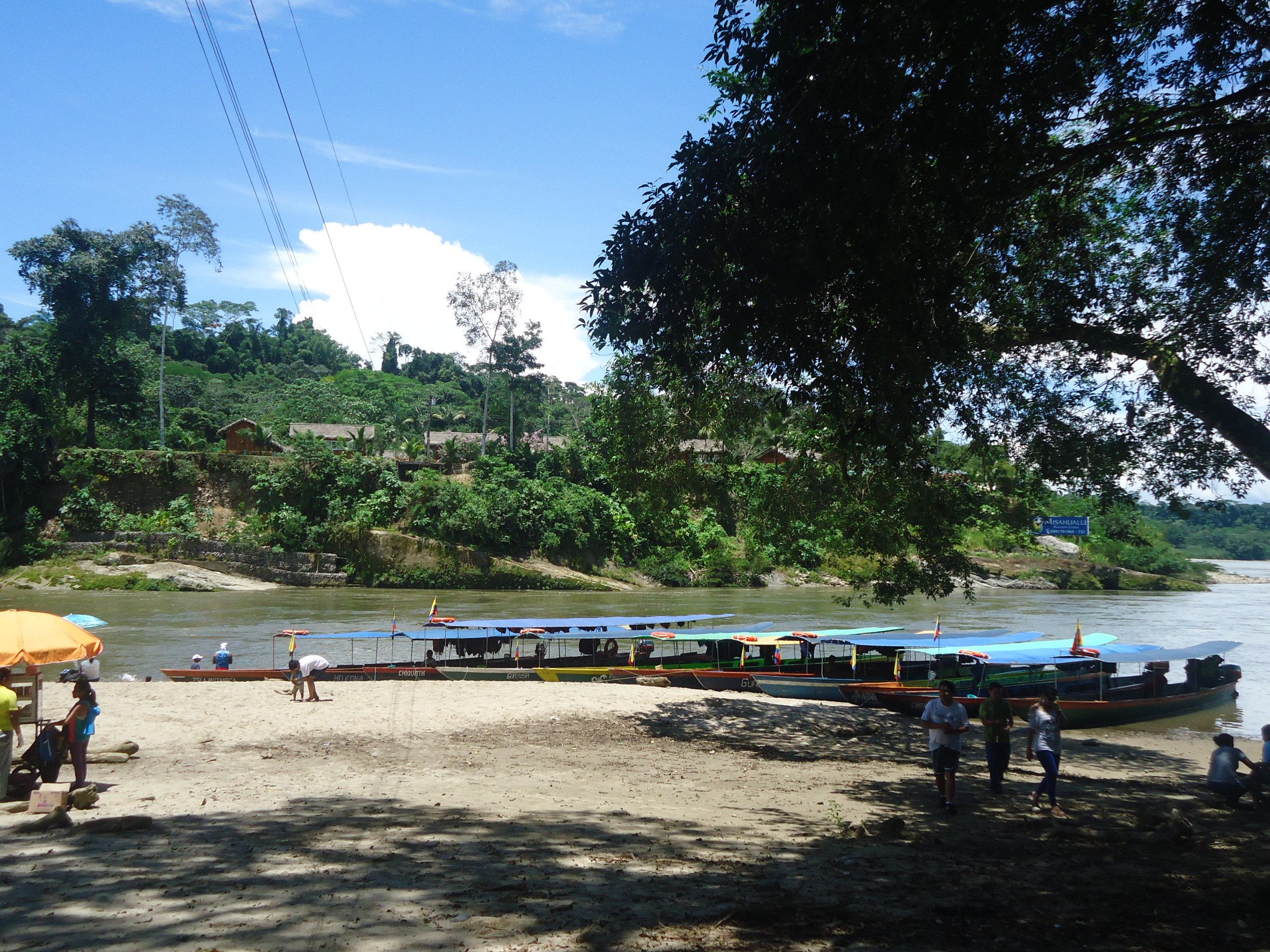
La spiaggia di Puerto Misahuallí, dove l'omonimo fiume sfocia nel Napo.

La cattedrale di Tena è in stile moderno e possiede tre navate. Un grande crocifisso, proveniente da Roma è posto dietro all'altare, mentre le quattro campane delle torri sono state fuse a Bergamo e furono donate da missionari italiani.
Il Parque Amazónico la Isla, situato nel centro della città dove il Rio Pano si unisce al Tena, ospita diverse specie di animali e piante della regione amazzonica.
Puerto Misahuallí: situato a mezz'ora di strada da Tena alla confluenza del Rio Misahuallí nel Rio Napo, è il principale porto turistico della zona e luogo dove i turisti possono bagnarsi approfittando delle ampie spiagge presenti.
Cascada de Latas: queste tre cascate sono situate a 20 minuti da Tena sulla strada che porta a Puerto Misahuallí. Sono caratterizzate da una grande di api e farfalle che contribuiscono al colorazione della zona circostante le cascate.
Monumento a Jumandy: situato nell'Avenida Jumandy, all'entrata della città, è un'enorme statua raffigurante il "Gran Cacique de Guerra" Jumandy, la figura più simbolica delle rivolte degli indigeni dell'Amazzonia. Nella rivolta del 1578 bruciò le città di Ávila e Archidona e proseguì verso nord con l'intenzione di liberare dagli spagnoli non solo l'Amazzonia ma tutta l'Audiencia Reale di Quito.

## Risorse
Il turismo proveniente da altre parti dell'Ecuador e da diversi paesi del mondo è la fonte di reddito maggiore per gli abitanti di Tena. In città sono presenti diversi hotel che offrono escursioni per attività sportive, come kayak e rafting. In zona sono presenti diversi giardini zoologici e parchi e vengono offerte escursioni in canoa, come a Puerto Misahuallí, con la possibilità di visitare alcuni villaggi di comunità indigene che vivono sulle sponde del Rio Napo. Circa un terzo della popolazione si dedica invece all'agricoltura e all'allevamento, e in misura minore alla piccola industria e alla pubblica amministrazione.